# Anarmonicidade
Anarmonicidade é o desvio de um sistema em ser um oscilador harmónico. Um oscilador que não está a oscilar em movimento harmónico simples é conhecido como um oscilador não harmónico onde o sistema pode ser aproximado a um oscilador harmónico e a anarmonicidade pode ser calculada usando a teoria das perturbações. Se a anarmonicidade é grande então outras técnicas numéricas têm que ser utilizadas.